# I Want to Hold Your Hand
I Want to Hold Your Hand è un brano dei Beatles scritto da Lennon e McCartney. Il brano venne pubblicato come A-side del singolo I Want to Hold Your Hand/This Boy.
I Want to Hold Your Hand, come alcuni altri singoli dei Beatles, non è stato "estratto" da nessun album allo scopo di promuoverlo, ma è un prodotto musicale autonomo e per questo motivo è stato successivamente incluso in molte raccolte. Invece, nella discografia americana, che presenta differenze rispetto a quella europea, appare su Meet the Beatles! (che corrisponde, lontanamente, a With the Beatles), è inoltre incluso nell'album The Beatles in Italy.

## Descrizione

### Storia del brano
Nacque al pianoforte negli ultimi mesi del 1963, in uno scantinato di casa Asher a Wimpole Street; in quel periodo, Lennon e McCartney erano infatti soliti trascorrervi del tempo per comporre i loro pezzi.
L'intuizione melodica del brano venne a Lennon sentendo l'accordo in Sol minore settima eseguito casualmente da Paul a conclusione della strofa che apriva il motivo; Lennon, come spiegò in un'intervista anni dopo, al sentire l'accordo fu colto da un enorme entusiasmo e gridò le celebri parole: «Eccolo! Rifallo!». Paul McCartney confermò in seguito il punto di svolta costituito da quel passaggio armonico nello sviluppo della melodia. In seguito il brano fu arricchito da George Harrison con la parte di chitarra solista, inoltre Paul impreziosì il brano eseguendo una frase usando una tecnica Jazz, il Walking Bass, similmente a quanto farà poi nella canzone All My Loving. In seguito Lennon ebbe l'idea di inserire uno schema a due voci, ovvero la sua e quella di McCartney.
Il 29 gennaio 1964, agli studi della EMI di Parigi, fu registrata una versione in tedesco, Komm, Gib Mir Deine Hand ("vieni, dammi la mano"). Questa versione fu pubblicata, tra l'altro, nella raccolta Rarities.
Il lato B, This Boy, è stata una canzone molto amata da Lennon, e al contrario del lato A è importante per il suo schema a tre voci.
Fu il primo brano dei Beatles a essere inciso con la innovativa tecnologia di un registratore a quattro piste o Registrazione multitraccia.
Nella registrazione originale, poco prima del secondo ritornello si sente che uno tra John Lennon e Paul Mc Cartney sbaglia il testo, infatti Paul dice: "I want to hold your hand" e John dice "Let me hold your hand".

## Accoglienza e successo commerciale
Con oltre 15 milioni di copie, I Want to Hold Your Hand/This Boy è il singolo dei Beatles più venduto in assoluto.
Il 12 dicembre 1963 raggiunge la prima posizione nella Official Singles Chart per cinque settimane.
Questo singolo permise ai Beatles di penetrare nel mercato statunitense; in effetti, I Want to Hold Your Hand fece definitivamente esplodere il fenomeno della Beatlemania, e diede inizio alla cosiddetta "British invasion" delle classifiche di vendita americane.
Il 1º febbraio 1964 il singolo raggiunge la prima posizione nella Billboard Hot 100 per sette settimane.
Furono 73 milioni gli americani che, entusiasmati proprio da questo brano, videro il debutto dei Beatles durante il famoso programma Ed Sullivan Show il 9 febbraio 1964; fu l'evento televisivo, fino a quel momento, più seguito nella storia della televisione americana.
Bastarono due settimane per vendere 1 milione di copie e per salire dal 43º al 1º posto nella classifica americana. Rimase 1º in classifica Cashbox e Billboard per 5 settimane.
In Olanda sempre il 1º febbraio 1964 raggiunge la prima posizione per sette settimane, in Germania il 29 febbraio per otto settimane ed in Norvegia per tre settimane. 
Anche in Australia e Canada arriva al primo posto e vince il disco d'oro.
Nel 1998 viene premiato con il Grammy Hall of Fame Award.
I Want to Hold Your Hand è collocata al sedicesimo posto tra i 500 migliori brani musicali secondo Rolling Stone.

## Formazione
- John Lennon - voce, chitarra ritmica, battiti di mani
- Paul McCartney - voce, basso, battiti di mani
- George Harrison - chitarra solista, battiti di mani
- Ringo Starr - batteria, battiti di mani

## Classifiche

### Classifiche di tutti i tempi
| Classifica (1958-2021) | Posizione |
| ---------------------- | --------- |
| Stati Uniti            | 54        |
| Classifica             | Posizione |
| Regno Unito            | 18        |